# Liste der Biografien/Steit
Liste der Biografien |
Portal Biografien |
Personensuche
# |
A |
B |
C |
D |
E |
F |
G |
H |
I |
J |
K |
L |
M |
N |
O |
P |
Q |
R |
S |
T |
U |
V |
W |
X |
Y |
Z |
?
 
Sa |
Sb |
Sc |
Sd |
Se |
Sf |
Sg |
Sh |
Si |
Sj |
Sk |
Sl |
Sm |
Sn |
So |
Sp |
Sq |
Sr |
Ss |
St |
Su |
Sv |
Sw |
Sy |
Sz
 
Sta |
Ste |
Sth |
Sti |
Stj |
Stl |
Sto |
Str |
Sts |
Stt |
Stu |
Stv |
Stw |
Sty
 
Stea |
Steb |
Stec |
Sted |
Stee |
Stef |
Steg |
Steh |
Stei |
Stej |
Stek |
Stel |
Stem |
Sten |
Steo |
Step |
Ster |
Stes |
Stet |
Steu |
Stev |
Stew |
Stey |
Stez
 
Steib |
Steic |
Steid |
Steie |
Steif |
Steig |
Steij |
Steik |
Steil |
Steim |
Stein |
Steio |
Steir |
Steis |
Steit |
Steiw |
Steix
Die Liste der Biografien führt alle Personen auf, die in der deutschsprachigen Wikipedia einen Artikel haben. Dieses ist eine Teilliste mit 11 Einträgen von Personen, deren Namen mit den Buchstaben „Steit“ beginnt.

## Steit

### Steitz
- Steitz, Christel (* 1939), deutsche Politikerin (CDU), MdL
- Steitz, Felix (* 1996), deutscher Schauspieler
- Steitz, Georg (1756–1819), deutscher Politiker, Bürgermeister von Frankfurt am Main
- Steitz, Georg Eduard (1810–1879), deutscher evangelischer Theologe und Historiker
- Steitz, Heinrich (1907–1998), deutscher evangelischer Theologe
- Steitz, Hermann (1904–1982), deutscher Bauernfunktionär und Politiker (CDU), MdL
- Steitz, Joan A. (* 1941), US-amerikanische Biochemikerin und Professorin an der Yale University in New Haven, Connecticut
- Steitz, Karl (1890–1966), deutscher Politiker (CDU), MdL Rheinland-Pfalz
- Steitz, Manuel (* 1994), deutscher Nachwuchsschauspieler
- Steitz, Thomas A. (1940–2018), US-amerikanischer Molekularbiologe und Biochemiker
- Steitz-Lausen, Barbara (1954–2021), deutsche Künstlerin